# サンタフェの戦い
サンタフェの戦い（サンタフェのたたかい、Battle of Santa Fe）は、米墨戦争時の1846年8月15日に、スティーブン・W・カーニーが無血でサンタフェを占領した戦いを指す。

## 背景
アメリカ合衆国軍のスティーブン・W・カーニー将軍は、彼の率いるおよそ1700名の西部軍とともに、カンザス州のレブンワース砦の南西に移動した。カーニーの命令は、ニューメキシコの領地とアルタ・カリフォルニアの獲得であった。

## 占領
8月15日にメキシコ領ニューメキシコ州のサンタフェに到着したカーニーは、一人のメキシコ軍兵士にも遭遇しなかった。マヌエル・アルミホ総督とメキシコ軍は、カーニーの軍が到着する前日の14日にすでに町から逃げ出していて、カーニーはサンタフェ・デ・ヌエボ・メヒコ州の首都を平和的に占領した。

## 余波
サンタフェから、カーニーはアレクサンダー・ドニファンを遥か南のメキシコへ派遣した。8月18日、カーニーは自らをニューメキシコ領地の軍事知事を自称し、民間政府を創設した。続いて彼は残りの軍隊を引き連れ、アルタ・カリフォルニアへ向かった。